# Shoto Todoroki
Shoto Todoroki (轟 焦凍?, Todoroki Shōto), conosciuto anche con il suo nome da eroe Shoto (ショート?, Shōto),è un personaggio immaginario ideato da Kōhei Horikoshi e uno dei personaggi principali del manga e anime My Hero Academia. Essendo l'unico figlio ad aver ereditato il Quirk sia di Endeavor che di Rei, Shoto è stato spesso tenuto lontano dai suoi fratelli. Dopo aver assistito agli abusi che Endeavor ha inflitto a sua madre, Shoto ha iniziato a disprezzarlo e, di conseguenza, ha rifiutato per molto tempo di usare i suoi poteri di fuoco. Tuttavia, ha cominciato a farne uso più liberamente dopo uno scontro con Izuku Midoriya.
Il suo Quirk si chiama "Mezzo Ghiaccio, Mezzo Fuoco" e gli permette di generare fiamme dal lato sinistro del corpo e ghiaccio dal lato destro. Tuttavia, l’uso eccessivo di una delle due parti può causare effetti collaterali, come surriscaldamento o ipotermia.
Shoto è doppiato da Yūki Kaji in giapponese e da Alessandro Germano in italiano. Il personaggio ha ricevuto un’accoglienza positiva dalla critica, soprattutto per il suo sviluppo e le sue origini, come rappresentato nell’anime. È inoltre uno dei personaggi più amati della serie, piazzandosi spesso al terzo posto nei sondaggi di popolarità.

## Creazione e concezione
Shoto venne creato da Kōhei Horikoshi, dopo Izuku Midoriya, Katsuki Bakugo e Ochaco Uraraka, come quarto studente della classe 1-A .  In origine, Horikoshi ideò il festival sportivo proprio per sviluppare il personaggio di Shoto; successivamente, l’arco narrativo venne ampliato per permettere anche ad altri personaggi di ricevere maggiore attenzione.
Nell'adattamento anime della serie, Shoto è doppiato da Yuki Kaji in giapponese e da Alessandro Germano in italiano.

## Descrizione del personaggio

### Poteri e abilità
Il Quirk di Shoto, chiamato “Mezzo Ghiaccio, Mezzo Fuoco”, gli consente di congelare con il lato destro del corpo e di sprigionare fiamme con quello sinistro. Dopo aver superato la propria riluttanza a usare i poteri di fuoco, Shoto impara a combinare efficacemente entrambe le abilità. Tuttavia, un utilizzo eccessivo può causargli ipotermia (se usa troppo il ghiaccio) o colpi di calore (se usa troppo il fuoco).

## Biografia del personaggio
Shoto è il più giovane dei quattro figli di Endeavor (Enji Todoroki) e Rei Todoroki. A differenza dei suoi fratelli, è l’unico ad aver ereditato entrambi i Quirk dei genitori — risultato di un matrimonio combinato, voluto da Endeavor con l’obiettivo di creare un successore in grado di superare All Might. Fin dalla tenera età, Shoto è stato sottoposto a un duro e traumatico allenamento fisico da parte del padre, che arrivava perfino a picchiarlo pur di renderlo più forte. Anche sua madre ha subito abusi psicologici e fisici da parte di Endeavor, fino al punto in cui, in un momento di shock e disperazione, le versò accidentalmente dell’acqua bollente sul lato sinistro del volto del figlio, incapace di sopportarne la somiglianza con l’uomo che la tormentava. Quell’episodio lasciò a Shoto una cicatrice permanente vicino all’occhio sinistro e profonde ferite psicologiche. 
L’esperienza alimentò il suo odio verso il padre e lo spinse a rifiutare i poteri di fuoco per anni, isolandosi dai suoi coetanei. Solo dopo lo scontro con Izuku Midoriya durante l’U.A. Sports Festival, Shoto iniziò a riconciliarsi con la propria identità e ad accettare anche la parte di sé che aveva sempre negato. Con il tempo, grazie all’interazione con i suoi compagni di classe, è diventato anche più aperto e socievole. Inizia a sviluppare una forte amicizia con Midoriya, tanto da accorrere in suo aiuto durante la battaglia contro Stain. 
Dopo essersi riappacificato con la madre dopo anni, Todoroki accetta finalmente la sua natura scegliendo anche di andare sotto l'apprendistato del padre. Nell'arco della licenza provvisoria deve fare i conti con il suo vecchio atteggiamento e ciò che ha comportato nei confronti delle persone con cui si è relazionato, come Inasa, che nutre disprezzo e rancore nei suoi confronti e ciò porta al loro fallimento per ottenere la licenza, costringendoli a esami di riparazione per ottenerla. Proprio durante questi esami ha modo di parlare con il padre, il quale vuole riavvicinarsi alla famiglia e cercare di essere migliore ai loro occhi. 
Shoto decide quindi di adottare un atteggiamento cauto nei suoi confronti, conoscendo la vecchia natura del padre, ma si rivela preoccupato e spaventato quando lo vede affrontare l'High-End, per poi felicitarsi nel vederlo vittorioso. Durante la battaglia con il Fronte di Liberazione, scopre che Dabi è suo fratello e, finita la guerra, va dal padre per dargli supporto per fermarlo assieme. Quando Izuku lascia l'accademia, non la prende bene come gli altri e riesce, dopo una dura lotta, a convincere l'amico a tornare. Al momento della guerra finale, Shoto affronta Dabi ed è determinato a fermarlo, dicendo che nonostante il loro tragico passato, suo fratello è comunque diventato un villain e ha ucciso persone di sua scelta. Nonostante questo, Shoto esprime ancora un certo sentimento verso il fratello maggiore, come si è visto prima della guerra quando desidera saperne di più su di lui, come qual è il suo cibo preferito.
In seguito, Shoto rifiuta l'affermazione di Dabi secondo cui sono opposti che non si mescoleranno mai, dicendo che forzerà i loro percorsi insieme, dimostrando che nonostante tutto ciò che ha fatto, Shoto si rifiuta di abbandonare suo fratello e desidera ardentemente salvarlo. Durante questo, Shoto abbraccia pienamente la sua crescita, realizzando quanto i suoi amici della Yuei lo abbiano aiutato a liberarsi dalla sua dolorosa educazione, ringraziando la Classe A per avergli ricordato che non è solo.
Otto anni dopo, Shoto si è diplomato alla Yuei e ha raggiunto il suo obiettivo di diventare un Pro Hero, facendosi un nome come hero che tratta tutti i suoi fan allo stesso modo e con rispetto, e proprio come ha sempre voluto, le persone pensano sempre meno a lui come al figlio di Endeavor.

## Altri media
Nel musical ispirato alla serie, Shoto è interpretato da Ryō Kitamura.
Il 26 maggio 2020 è stato aggiunto come personaggio DLC nel videogioco crossover Jump Force.
In occasione di una promozione speciale in collaborazione con Avengers: Infinity War, Shoto ha partecipato a un breve crossover promozionale con Thor, in cui i due condividono una conversazione.
Shoto è stato inoltre introdotto come costume giocabile nel popolare videogioco Fortnite, insieme ai personaggi Eijiro Kirishima e Mina Ashido. Il suo Quirk è stato rappresentato nel gioco sotto forma di abilità mitica, permettendo ai giocatori di utilizzare i suoi poteri durante le partite.

## Accoglienza

### Popolarità

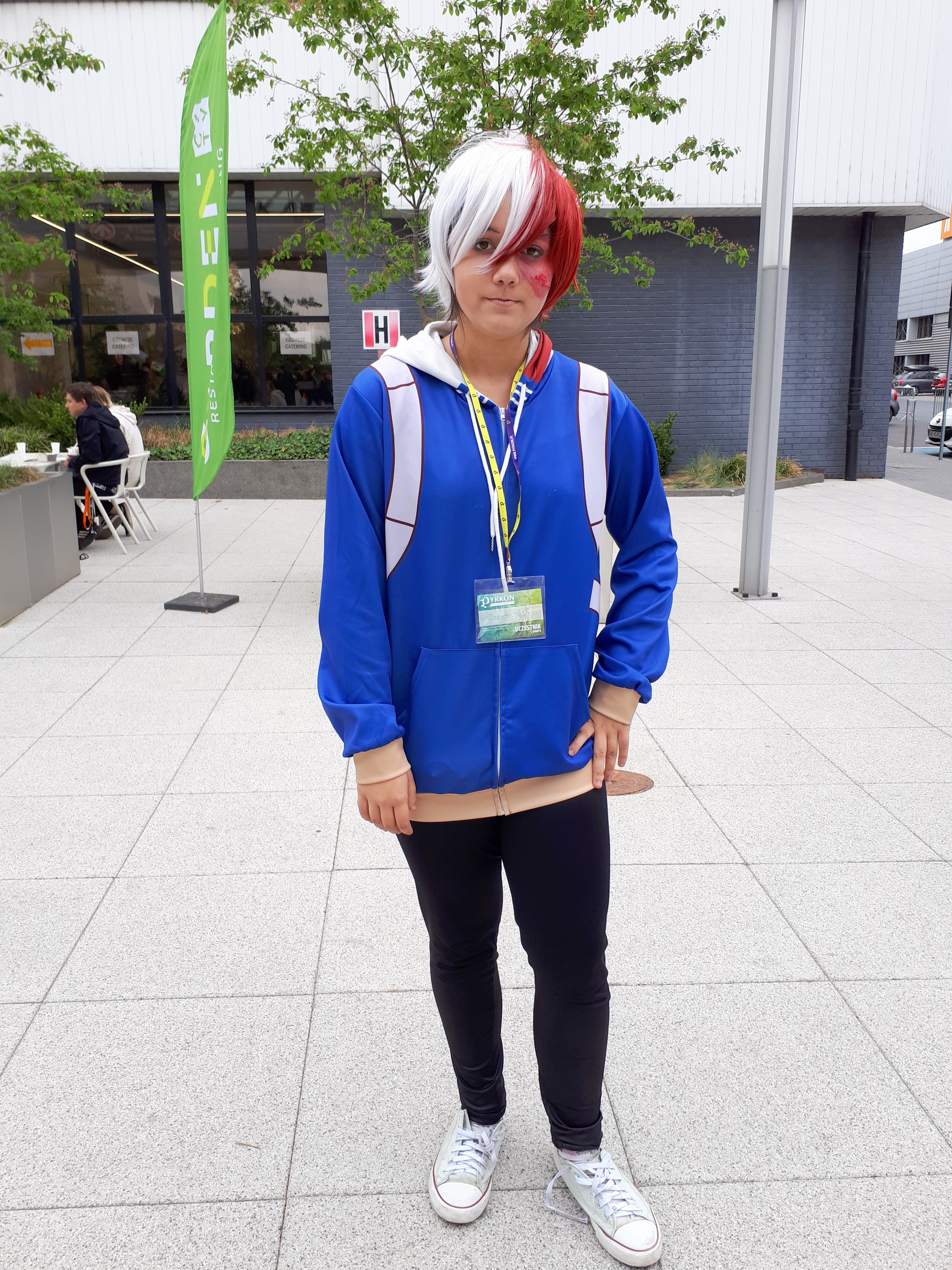
Cosplayer di Shoto Todoroki al Pyrkon 2019

Nel sondaggio di popolarità dei personaggi di My Hero Academia condotto da Crunchyroll nel 2018, si è classificato al secondo posto, con 6.477 voti. Ha mantenuto una posizione stabile tra i primi tre personaggi più popolari della serie, assieme a Izuku Midoriya e Katsuki Bakugo. Ha mantenuto una posizione stabile tra i primi tre personaggi più popolari della serie, assieme a Izuku Midoriya e Katsuki Bakugo. Era settimo nel 2020; e ottavo nel 2021. Agli Animedia Character Awards, ha vinto il premio come “personaggio più cool”. Nel sondaggio “Anime Decade Awards” organizzato da Funimation, è stato nominato tra i "Best Boys of the Decade". Anime! Anime! ha fatto un sondaggio in cui i lettori hanno votato per i personaggi eroici più popolari. Shoto si è classificato come il sesto personaggio eroe più popolare nel 2021; e undicesimo nel 2023. Nello stesso sondaggio del sito web, è stato votato come il personaggio più associato a poteri di neve/ghiaccio dal 2021 al 2023. Nel 2024, nel sondaggio globale "World Best Hero", si è posizionato al terzo posto assoluto tra tutti i personaggi del franchise, subito dietro Bakugo e Izuku.
La wrestler della WWE Zelina Vega ha indossato un’acconciatura ispirata a Shoto Todoroki come parte del suo ring gear, dimostrando l’impatto del personaggio anche al di fuori dell’ambiente anime.

### Critica
Alex Osborn di IGN ha elogiato Shoto, definendo la sua storia emotivamente coinvolgente. Daniel Kurland di Den of Geek lo ha considerato uno dei personaggi più affascinanti della serie.Anime UK News ha apprezzato sia il personaggio che le sue performance vocali, sia in giapponese che in inglese. Le giornaliste Princess Weekes e Briana Lawrence di The Mary Sue hanno lodato lo sviluppo del personaggio e la sua evoluzione emotiva. Brittney Hemmands di Comic Book Resources, invece, ha osservato che Shoto è diventato meno simpatico con l’avanzare della serie. Götz Piesbergen di Splash Comics lo ha definito un personaggio “unico e divertente”. Mickaël Géreaume di Planete BD ha trovato Shoto molto accattivante. I critici di Manga News hanno apprezzato la costruzione del personaggio e la sua storia d’origine. Infine, anche Masashi Kishimoto, creatore di Naruto, ha elogiato Shoto, segno del grande impatto che il personaggio ha avuto nel panorama degli shōnen moderni.